# Arakawa (rivier)
De Arakawa is een Japanse rivier met een lengte van 173 kilometer. Hij ontspringt op de Kobushiberg en mondt uit in de baai van Tokio. In Tokio is tevens een speciale wijk naar de rivier vernoemd.
- Virtual International Authority File: 252684744
- WorldCat: E39PBJcwGryFd8GCPJFTvyj9jC